# Jan Soldat
Jan Soldat (21 de fevereiro de 1984, em Karl-Marx-Stadt, República Democrática Alemã) é um cineasta alemão que se tem dedicado a retratar a sexualidade e o fetiche.

## Vida e obra
Jan Soldat estudou cinema e televisão na Konrad Wolf Film University of Babelsberg, em Potsdam.
Foi convidado da Berlinale várias vezes. O seu filme "The Incomplete" ganhou o Prémio de Melhor Curta Metragem no Festival Internacional de Cinema de Roma e foi nomeado para o Prémio da Crítica de Cinema Alemã.  A sua série de quatro episódios documentais em quatro partes teve as suas estreias no Viennale 2014, Roterdão 2015 e no programa do Berlinale Panorama 2015. Dois dos seus trabalhos mais recentes, "Coming Of Age" e "Happy Happy Baby", tratam o fenómeno dos bebés adultos. Desde 2015, também editor. Jan Soldat vive e trabalha em Berlim e Viena.
Em 2015 foi o "realizador em foco" do festival de cinema IndieLisboa.

## Filmografia
Entre as obras de Jan Soldat contam-se:
| Ano  | Título                                  | Característica     | Notas                          |
| ---- | --------------------------------------- | ------------------ | ------------------------------ |
| 2020 | Wohnhaft Erdgeschoss                    | Documentário       | Realizador, Produtor, Escritor |
| 2020 | Erwartungen                             | Documentário       | Realizador, Produtor           |
| 2020 | Erwin                                   | Documentário curto | Realizador, Produtor           |
| 2020 | Mensch Christian, wir dreh'n 'nen Porno | Documentário curto | Realizador, Produtor           |
| 2017 | Protokolle                              | Curta              | Realizador, Produtor, Escritor |
| 2016 | Coming of Age                           | Documentário curto | Realizador                     |
| 2015 | Prison System 4614                      | Documentário       | Realizador, Produtor, Escritor |
| 2013 | Der Unfertige ("The Incomplete")        | Documentário       | Realizador, Produtor, Escritor |
| 2012 | Ein Wochenende in Deutschland           | Documentário curto | Realizador, Produtor           |
| 2012 | Crazy Dennis Tiger                      | Curta              | Realizador, Escritor           |
| 2012 | Zucht und Ordnung                       | Documentário curto | Realizador, Produtor, Escritor |
| 2010 | Geliebt                                 | Curta              | Realizador                     |